# Soengas
Soengas est une ancienne paroisse civile portugaise (en portugais : freguesia) de la municipalité de Vieira do Minho dans le district de Braga. En 2013, elle fusionne avec Caniçada pour former Caniçada e Soengas.

## Histoire
Les premières mentions de Soengas remontent au XIe siècle.
En 1515, Soengas est rattachée à la municipalité de Ribeira de Soaz, qui se voit accorder une charte par le roi Manuel Ier.
De la fin du XVIIIe siècle à 1840, la paroisse de Soengas est annexée par celle de Caniçada. À nouveau indépendante, Soengas rejoint Vieira à la disparition de Ribeira de Soaz.
La loi no 11-A/2013 du 28 janvier 2013, portant réorganisation administrative du territoire des freguesias, fusionne Soengas avec la paroisse voisine de Caniçada pour former l’União das freguesias de Caniçada e Soengas (dont le siège est à Caniçada).